# ذخیره‌گاه مغول داگور
ذخیره‌گاه مغول داگور (به لاتین: Mongol Daguur Biosphere Reserve) یک منطقه حفاظت‌شده در مغولستان است.